# ハイ・アンド・ドライ
「ハイ・アンド・ドライ」(High and Dry)はイギリスのロックバンド、レディオヘッドの楽曲。

## 概要
2枚目のアルバム『ザ・ベンズ』からのセカンド・シングル。「プラネット・テレックス」と両A面で発売された。
この曲の原型は1980年代末にはあり、トム・ヨークがエクセター大学に通っていたときに加入していたバンド「ヘッドレス・チギンズ」によって演奏されていた。1993年にレディオヘッドによってデモがオクスフォードで録音された。エンジニアはジム・ウォーレン。しかしバンドは本曲を「ロッド・スチュワートっぽすぎる」として却下した。
その後、このデモが発見、リマスターされて『ザ・ベンズ』に収録された。
2006年、トムは本作を「酷すぎる」と評している。またEMIは本作を発売するために彼に圧力をかけていたという。
歌詞はトムによると「自分が付き合っていた変な女のこと」だったが、「成功と失敗が混ざったような感じ」になったという。

## ミュージック・ビデオ
この曲のミュージック・ビデオは2つのバージョンがある。
一つ目のバージョンはロサンゼルス郊外のバスケスロックスで撮影された。
二つ目のバージョンはアメリカでのプロモーションのためにキャピタル・レコードの委託によって作成された。このビデオは映画『パルプ・フィクション』をもとにしており、道端にある食堂を舞台にしている。後にMTVが放送に反対したため、車が爆発したシーンはカットされた。
Youtubeの公式チャンネルでは前者のビデオのみが公開されている。

## チャート
| チャート（1995年）               | 最高順位 |
| -------------------------------- | -------- |
| イギリス（全英シングルチャート） | 17       |